# Aha ha
Aha ha é uma espécie de vespa australiana, nomeada pelo entomologista Arnold Menke em 1977 como uma brincadeira. Menke descreveu vários anos após sua descoberta como, ao receber um pacote de um colega contendo espécimes de insetos, exclamou "Aha, um novo gênero", com o colega entomologista Eric Grissell respondendo "ha" em dúvida. O nome do inseto é comumente encontrado em listas de nomes científicos bizarros. O nome também foi usado como placa de identificação de veículo do carro de Menke, "AHA HA".